# お迎え現象
お迎え現象（おむかえげんしょう）、または終末期体験（しゅうまつきたいけん）は、終末期の患者などが自らの死に臨み、すでに亡くなった存在（家族、ペット、知人など）やその他の事象（天使、天国、美しい旋律など）といった、通常では見たり体験することのできない事物を感知する経験のことである。

## 概要
英語では一般的に「Deathbed Visions（DBV / DBVs）」や「End-of-life Dreams and Visions (ELDVs)」のように表現される。
上記の通り、一般的には死を迎える患者が、亡くなった知己（親族、ペット、知人など）やその他の事物（天使、天国の情景、美しい旋律、見知らぬ人物など）を知覚することを指す。このような現象を体験する患者の年齢層は老齢者に限らず、年少者を含むその他の年齢層に関する報告も少なくない。体験の内容の多くには、故人などが患者を「（死への恐怖や不安などを取り払うことも含めて）死（来世）に誘う」という描写が目立つとされる。また、体外離脱（幽体離脱）を思わせる体験談も報告されている。
患者本人だけでなく親族など周囲の人間も虫の知らせのような予兆や患者の死と同調した出来事を体験したり、患者と同様に故人や亡くなったペットなどを目撃したり、「光」に患者だけでなく介助者も包まれたり、亡くなる直前の患者が離れた知人の下に現れたり、患者の体験した現象を看護師などが報告するなど、第三者を巻き込む事例も目立つ。
目撃された存在（人物など）について、患者や周囲の人物が現象を体験した時点では彼らの消息を把握していなかったが、後日、現象が起こる以前にすでに死亡していたと判明する場合もある。
患者が起きている際に体験する場合もあれば、寝ている間や昏睡状態下において非常に鮮明で「現実よりも現実的」な「夢」として睡眠中に体験する事例も多く報告されている。子供や年少者が体験する場合は、亡くなった親族や知人よりも、亡くなったペットを見る割合が比較的に多いとされる。この原因は不明だが、年少者にとっては「先に死を経験している身近な存在」がペットである場合が多いことが関連しているのではないかという指摘もある。
患者が「存在」とコミュニケーションを取ったり、体験した事象を本人が説明するなどの「明確」な報告例だけでなく、患者が天井や部屋の隅などに「何か」を知覚して反応を見せるといった曖昧な場合も「お迎え」の一種として扱われる場合もある。類似したケースとして、報告数は少ないが、動物（ペットなど）が臨終の際に、まるで不可視の存在に反応するかの様な行動を見せたことから、お迎え現象の事例とされることもある。
仏教における来迎とも類似する概念であるが、典型的な「お迎え体験」において阿弥陀如来といった神仏が現れることは少なく、神仏や天使、アッシジのフランチェスコやヤムドゥートのように信仰色の強い対象を見る場合もある一方で、多くの場合は明確な宗教性を帯びていない点に特徴がある。また、コミュニケーション可能な意識下での経験であることから、生命の危機から蘇生したときに経験される臨死体験とも異なるものである。ニューヨーク・バッファローにあるホスピス・緩和ケアセンターの主席医務官であるクリストファー・カーによると、彼の調査した範囲では、この様な体験（夢）をした患者の多くが特にこれといって宗教的な人物ではなく、それらの体験の多くが宗教的なイメージではなかったとしている。
日本や国外における在宅緩和医療の現場において、終末期患者のこうした「お迎え」体験が報告されることは珍しいことではない。医学的には、こうした体験は終末期に多々見られるせん妄の一種、あるいは脳の酸素不足や夢として一般的に解釈されるが、文化的・宗教的背景を濃厚に有すること、さらには、患者本人やその遺族の精神的苦悩の緩和（グリーフケア）や「死」に対する思考の変化や準備（覚悟）の形成にとって意義深い役割を担いうることから、学術的研究の対象ともなっている。「お迎え現象」自体は決して患者に安らか死を保証するわけではなく、体験した現象に関しても中には好ましくない内容のものも含まれているが、多くの場合は患者や遺族などに安らぎを与えるとされている。体験した内容が心地よくない場合になり得る要因の一つとしては、患者の遺族が「お迎え現象」だけでなく、同時期に体験した苦痛も思い出したことが関係している可能性も指摘されている。
また、一般的なせん妄の特徴と比較して、お迎え現象はより意識や体験の内容が明白で本人の（精神的な）容態も安定している場合が目立つなどの違いが指摘されている。認知症や認知障害を患っている患者がこれらの体験を経験する場合にも、患者本人への体験後の影響力は認知的に問題がない人々と大差がないとされている。

## 解説

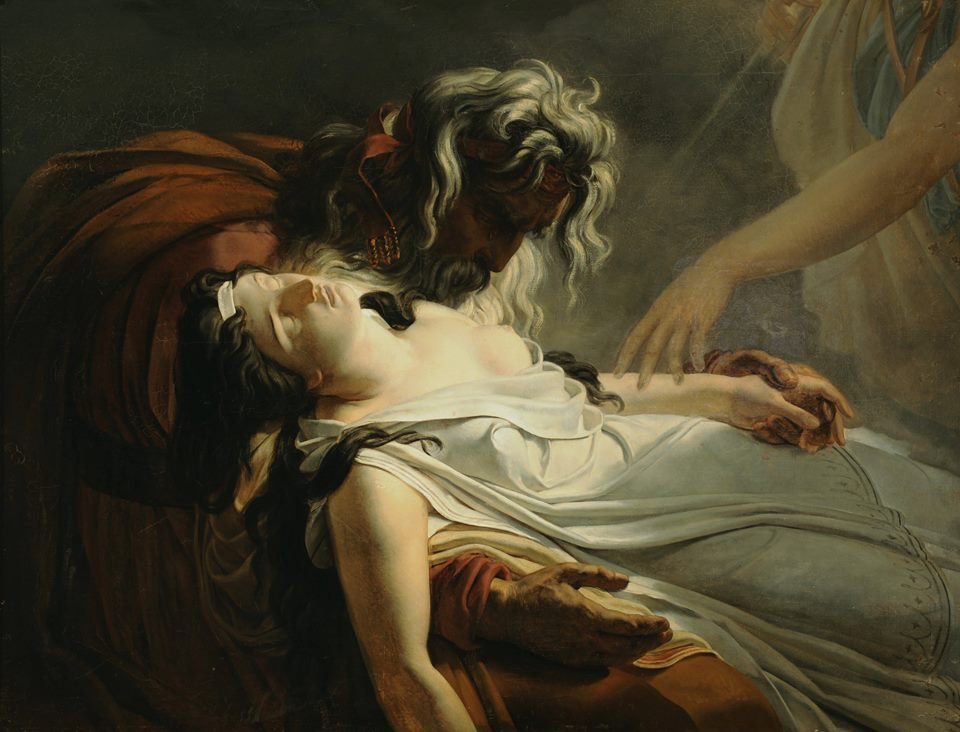
アリ・シェフェールの『マルヴィナの死』（1811年）

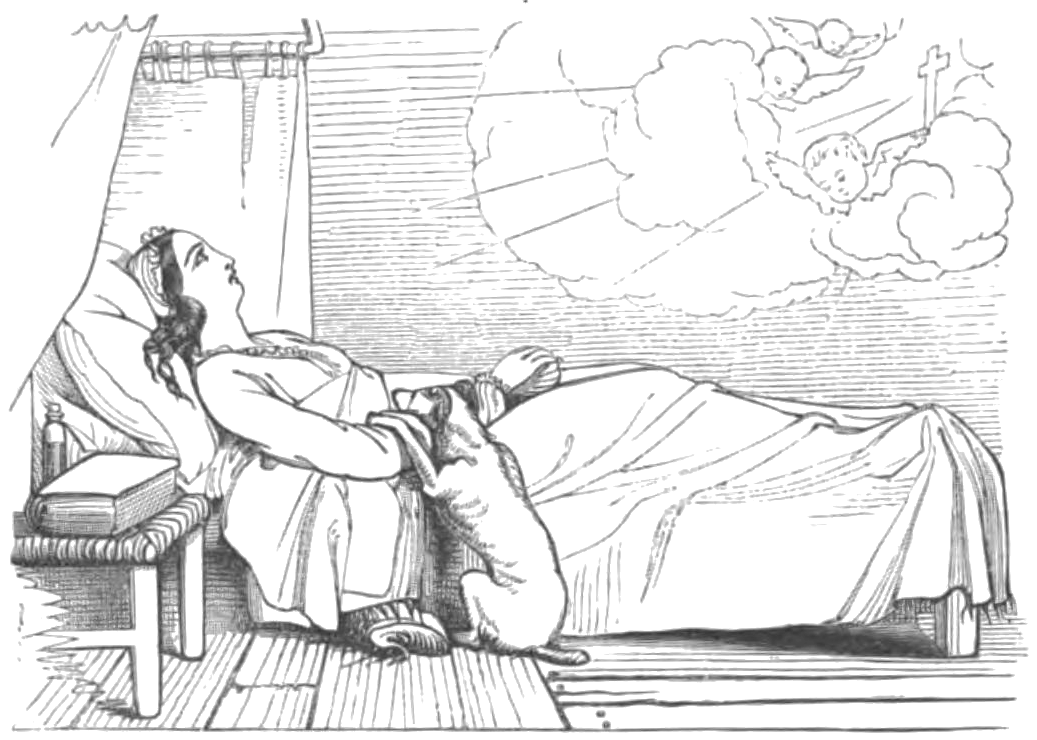
1844年の短編小説『A Forlorn Hope』に寄せられたフレデリック・フェアホルトによる挿絵

臨終間際の患者による関連した知覚体験（お迎え現象）は、臨死体験に比べて知名度そのものが低く、これまで行われてきた研究の量も限られている。また、これまでは患者や遺族が「（体験を医療関係者に話しても）信じてもらえないだろう」や「患者がおかしくなった」などと憂慮したことが原因で報告数が限定されてきた可能性もある。一方で、患者の遺族が「非科学的と決めつけない」ことを重視する場合も顕著に見られる。
この様な一連の現象は古代から知られ、たとえばプラトンの『国家』やウィリアム・シェイクスピアの作品でも言及されているが、科学的な調査は20世紀になるまで行われてこなかった。その中でも、ウィリアム・フレッチャー・バレットによるものが草分けとして知られる。ウィリアムの研究は、著名な産科女医であった妻のフローレンス・エリザベス・バレットが記録した、出産によって死亡した女性たちの臨終間際の証言を基にしている。
その後、カーリス・オシス、エルレンドゥール・ハラルドソン、レイモンド・ムーディ、フェンウィック夫妻、ウィリアム・J・ピーターズ、フィオノラ・メレディスなどが調査を行ってきた。 中でも、エルレンドゥール・ハラルドソンによる調査が特に大規模だった。
日本における「お迎え」体験の初期の記録は松谷みよ子の『現代民話考』に収録されている。諸岡了介は同書に収録される民話を整理することで、日本におけるこうした現象は、20世紀初頭にまで遡りうるものであり、少なくとも太平洋戦争期以降においては全国的な分布が見られることを示した。同書に表れる58件の記録のうち最も古いものは明治中期の高知県における記録であり、迎えに来たのは「船」であった。諸岡はこうした「お迎え」の記述が遠野物語には一切残されていないことに注目し、こうした現象が典型的なものとなる過程には、日露戦争や太平洋戦争といった戦争経験による国民の死生観の変遷が関わっているのではないかと論じている。
その後もこうした現象は散発的に報告されていたが、本格的な調査は2000年代、医師である岡部健の呼びかけにより開始された。2007年に実施された、仙台市内の在宅緩和ケア利用者遺族を対象とした調査では、有効回答366票のうち4割にあたる155票が「故人が死の直前期に、他人にはみえない人の存在や風景について語った」ことがあったと答えている。上述のクリストファー・カーの調査では、体験者は聞き取り対象全体の88％以上に上った。
上述の在宅緩和ケアグループの医師河原正典によれば、死に行く人が見る最も多いお迎えはすでに亡くなった両親や友人であるが、飼っていたペットや故郷などを見るケースも報告された。また、「お迎え」を経験した人の90%は穏やかな最期を迎えることができたと報告されている。河原は、お迎え現象は脳の活動低下による幻覚だとみている。在宅緩和ケアグループでは、緩和医療の現場で、お迎え現象などの幻覚は「穏やかな死のプロセスの一つ」だと患者に説明している。
お迎え現象について、人間が生物学的な進化の途上で会得した脳機能の一環であるという指摘が存在しており、東京大学名誉教授大井玄も記憶や経験などを再構築する脳の働きに起因する、苦痛に対処するための「心理的な自衛作用」ではないかと述べている。一方で、お迎え現象の一環として捉えられる「夢」について、決して全てが安らぎをもたらす内容ではなく、中には苦痛的な内容のものも報告されている。
この現象についての調査を行った在宅ケアグループ理事長である岡部健が医師として勤務していた東北大学では、2012年度より死との向き合い方を研究する臨床死生学講座が開始された。お迎え現象などについて考えるため宗教者の観点も参照したいと考えている。東北大学文学研究科准教授谷山洋三は、「宗教者という役割を一つの社会資源と捉え、(…)社会で利用できる」ようにする必要性を説いている。全日本仏教会の加盟団体である浄土宗は、2024年11月11日に「お迎え現象」と「来迎」に関するシンポジウムを開催している。
東京大学医学部附属病院救急部・集中治療部部長で、東京大学大学院医学系研究科・医学部救急医学分野教授の矢作直樹は、危機的な病状の患者が奇跡的に回復する事例から、生死には既存の知見を超えた「何か」が働いているのではないかと考えるに至った。そして、患者から夢で別れを告げられる予知夢の様な現象とそれらが後に正夢であることが分かったり、患者が見た「お迎え」の光景を家族も同時に見る「臨死共有体験」を何度も見聞きしたとしている。
著名人および彼らの親族が「お迎え現象」に該当・類似する現象を体験したとも考えられる事例も報告されており、たとえばトーマス・エジソン、スティーブ・ジョブス、ジャック・キャッシュ（ジョニー・キャッシュの兄）、ウィリアム・ワーズワースなどのケースが知られる。また、西太后の死去の際にも、彼女の死の直前に「霊が太后の夢に現れて来世に誘った」という報告が報道されたこともある。